# Skoglar Ekberg

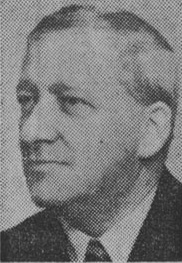
Skoglar Ekberg.

Alf Skoglar Ekberg, född 24 maj 1893 i Skövde, död där 23 januari 1980, var en svensk arkitekt.
Ekberg, som var son till ingenjören och kassören Isidor Ekberg och Anne-Sofie Strömbom, genomgick Borås tekniska gymnasium, var anställd vid Göteborgs stadsingenjörskontor 1915 och 1918, hos arkitekt Ernst Torulf i Göteborg 1916–1917 och 1922–1923, hos byggnadsråd Georg A. Nilsson i Stockholm 1919–1922 och 1923–1930 samt bedrev egen verksamhet i Skövde från 1930. 
Bland byggnader han arbetade med hos Torulf kan nämnas Centralposten, Nya latinläroverket, Göteborgs Naturhistoriska museum och Soldathemmet vid P4 i Skövde. Hos G. A. Nilsson utförde han ritningar till kyrkspiran till Lindesbergs kyrka och flera större skolor. Skoglar Ekberg är begraven på Sankta Elins kyrkogård i Skövde.